# 横関咲栄
横関 咲栄（よこぜき さきえ、2月5日 - ）は日本の女優。千葉県出身。所属事務所はサンビーム。

## 来歴・人物
上野学園高等学校卒業。同級生に栗山絵美と石井あす香がおり、石井とは高校のトランポリン部で一緒だった。
主に舞台俳優として活動し、2005年にミュージカル「森は生きている」で、小池栄子、遠藤久美子に続き、主人公の「娘」役を演じた。

## 出演

### 舞台
- 2005年「森は生きている」 - 娘役（主演）
- 2005年「歓喜の歌」 - 佐伯恵役
- 2006年「初級教室」 - 加賀谷友里役（主演）
- 2007年「ロッケンロールファイヤー!」 - 小関愛役
- 2007年、2011年、2012年「蝶々さん」 - コーラス役[5]
- 2007年、2008年「君に捧げる歌」 - 橘莉奈役
- 2009年「Smile」 - 桜庭麗子役（主演）
- 2012年「二十四の瞳」 - 善川マスノ役
- 2013年 「釣書バード」
- 2025年「昭和元禄落語心中」[6]

### 映画
- 釣りバカ日誌16 浜崎は今日もダメだった♪♪（2005年／朝原雄三監督） - 鈴木建設社員役
- 魔法遣いに大切なこと（2008年／中原俊監督）

### その他
- インターネットドラマ「MAL」（2006年）
- かわさきFM「岡村洋一のシネマストリート」